# Mű
A mű (Μ μ) a görög ábécé tizenkettedik betűje, az m betű és hang. A Unicode karaktertáblán az Μ az U+039C, a μ az U+03BC helyen található.
A μ betűhöz kapcsolódó fogalmak:
- SI-prefixum: mikro (10−6) – mikro jelentésben U+00B5
- súrlódási tényező jele (fizika)
- permeabilitás jele (fizika)